# 제4대 솔즈베리 백작 토머스 몬태규

토머스 몬태규의 문장

제4대 솔즈베리 백작 토머스 몬태규(Thomas Montacute, 4th Earl of Salisbury, 1388년 6월 13일 ~ 1428년 11월 3일)는 중세 잉글랜드의 귀족이자 백년 전쟁 기간 잉글랜드의 중요한 사령관 중 한 명이다.
토머스는 제3대 솔즈베리 백작 존 몬태규(John Montacute, 3rd Earl of Salisbury)의 장남으로 태어났으나, 1400년 부친이 실각한 전임왕 리처드 2세의 복위를 계획하며 국왕 헨리 4세의 암살을 진행하다 계획은 실패하고 존은 처형되고 몬태규가는 영지를 몰수당했다. 이후 토머스는 아버지의 잃어버린 영지의 일부분을 돌려받았고, 엘레노르 홀랜드(Eleanor Holland)와 결혼하여 재정적인 도움을 받았다. 그녀는 제2대 켄트 백작 토머스 홀랜드(Thomas Holland, 2nd Earl of Kent)의 딸로써 제4대 켄트 백작 에드먼드 홀랜드(Edmund Holland, 4th Earl of Kent)의 공동 여자 상속인이었다.
1409년 토머스는 솔즈베리 백작으로써 잉글랜드 의회의 소집을 받았다. 실제 솔즈베리 백작으로 서임된 것은 1421년의 일이었다. 또한 1413년 헨리 5세가 즉위하면서 그의 측근이 되었고, 1414년 가터 기사단(Knight of the Garter)의 일원이 되었다. 1415년 7월 케임브리지 백작 리처드(Richard, Earl of Cambridge)의 국왕에 대한 반역죄 재판을 진행한 7명의 귀족 중 한 명이 되었다.
그 후 토머스는 프랑스에 있던 헨리 5세와 합류하고, 그해 아르플뢰르 포위전, 아쟁쿠르 전투에 참가했다. 토머스 몬태규는 그 후 수년간 프랑스에서 여러 전투에 종군했다. 1419년 그는 노르망디의 중장(lieutenant-general)으로 임명되었다. 또한 헨리 5세의 방침에 따라 만들어진 작위인 푸셰 백작을 수여받아 노르망디 칭호와 함께 그는 귀족이 되었다.
1420년 멘의 총사령관이 되었고, 헨리 5세가 잉글랜드로 돌아간 뒤에는 클래런스 공작 토머스의 수석부관으로 프랑스에 잔류했다. 1421년 3월 21일 보제에서 토머스 공작이 성급하게 전투를 치러 참패할 때 솔즈베리 백작 토머스는 궁수부대를 이끌고 도착했으나 전세를 되돌릴 수 없었다. 그는 전사자들의 시체를 회수하고 적절할 때 퇴각하여 참패를 면했다.
1428년 10월 27일 토머스는 오를레앙 포위전 도중 대포가 그가 오를레앙을 살펴보기 위해 올라간 투렐 성의 창문을 맞춰 부상을 입었고, 며칠 뒤 사망했다.
토머스는 그의 생애 대부분을 프랑스에서 군인으로써 짧은 휴식과 함께 보냈지만, 그는 백년 전쟁 기간 잉글랜드 군대를 이끌고 여러 전투와 공성전을 이끈 유능한 군인이었다.
토머스 몬태규는 2번 결혼했다. 최초의 아내는 엘레노어 홀란드였고, 2번째는 앨리스 초서(Alice Chaucer)였다. 그녀는 토머스 초서(Thomas Chaucer)의 딸이자 제프리 초서(Geoffrey Chaucer)의 손녀였다. 그들은 버크셔(Berkshire)의 비샴애빌(Bisham Abbey)에 거주했다. 그의 사후, 작위는 유일한 아이였던 앨리스와 그녀의 남편 제16대 워릭 백작 리처드 네빌(Richard Neville, 16th Earl of Warwick)이 계승하였으나 리처드 네빌 사후 솔즈베리 백작위는 폐지되어 백작령은 잉글랜드 왕국령으로 귀속되었다.

## 참조
- Hunt, William (1894). “Thomas de Montacute or Montagu, fourth Earl of Salisbury”. 《Dictionary of National Biography》 38: 208–211.
- the Peerage.com on Thomas Montagu, 4th Earl of Salisbury
- FMG on Thomas de Montagu

 본 문서에는 현재 퍼블릭 도메인에 속한 브리태니커 백과사전 제11판의 내용을 기초로 작성된 내용이 포함되어 있습니다.